# Тайната в очите им
„Тайната на нейните очи“ (на испански: El secreto de sus ojos) е испанско-аржентински филм от 2009 година, драматичен трилър на режисьора Хуан Хосе Кампанела по негов сценарий в съавторство с Едуардо Сачери, базиран на романа на Сачери „Тайната в очите им“.
В центъра на сюжета е проточило се с години разследване на убийството на млада жена, което протича на фона на личните отношения между следователя и прокурорката по делото. Главните роли се изпълняват от Рикардо Дарин, Соледад Вилямил, Пабло Раго, Хавиер Годино, Гилермо Франсела.
„Тайната на нейните очи“ получава „Оскар“ за чуждоезичен филм и е номиниран и за наградите „Сезар“ и БАФТА за чужд филм.